# Vanessa Raj
Pour les articles homonymes, voir Raj.
Vanessa Raj, née le 6 janvier 1996 dans l'état de Penang, est une joueuse professionnelle de squash représentant la Malaisie. Elle atteint, en août 2016, la 56e place mondiale sur le circuit international, son meilleur classement. 

## Biographie
Elle est invitée aux championnats du monde 2013 où elle s'incline au premier tour face à la future lauréate Laura Massaro. En juin 2014, elle remporte les championnats d'Asie par équipes avec l'équipe nationale malaisienne ainsi que le titre en simple féminin junior. Elle fait également partie de l'équipe malaisienne aux Jeux du Commonwealth en août, où elle participe à la compétition de double avec Delia Arnold. En novembre, elle atteint la finale des championnats nationaux, qu'elle perd en trois jeux face à Delia Arnold.
Elle dispute son dernier tournoi professionnel en juin 2016, après quoi elle commence à étudier au Trinity College aux États-Unis. Elle y est active dans le squash universitaire.

## Palmarès

### Titres
- Jeux asiatiques de 2014 : médaille d'or
- Championnats d'Asie par équipes : 2014

### Finales
- Championnats de Malaisie : 2014